# Wojciech Turski
Wojciech Turski, pseudonimy i kryptonimy literackie: Albert Sarmata; Albert le Sarmate; W.S.T.P.J., (ur. 1756 w Brześciu Litewskim, zm. 31 lipca 1824 w Poznaniu) – polski publicysta, tłumacz, poeta i pamiętnikarz. Pułkownik, który służył jako oficer w 3 armiach: polskiej, francuskiej i tureckiej.

## Życiorys
Urodził się jako syn Wojciecha (herbu Rogala) i Klary z Połońskich, brat Wincentego. Przez niemal 10 lat (od 3 października 1766 do lata roku 1776) kształcił się w Szkole Rycerskiej. W roku szkolnym 1777/1778 był nauczycielem szermierki w tejże szkole. Później, przez pewien czas, pracował w Steuerexpedition (Lipsk). Powrócił do Warszawy, nawiązał bliższą znajomość z K. Poniatowskim, a dzięki jego protekcji uzyskał wkrótce tytuł i pensję szambelana królewskiego.
W czasie Sejmu Wielkiego oskarżyciel (delator) przed Sądem Sejmowym Adama Ponińskiego (w okresie od 26 sierpnia 1789 do 28 sierpnia 1790). W tym okresie jawnie głosił hasła jakobińskie, będąc równocześnie zwolennikiem stronnictwa staroszlacheckiego, a przeciwnikiem Kuźnicy Kołłątajowskiej (Turski był, co ciekawe, twórcą nazwy kuźnica). W roku 1792 awansował z brygadiera Korpusu Kadetów na porucznika kawalerii narodowej wojsk koronnych. W dniu 22 kwietnia 1792 zaoferował Stanisławowi Augustowi stworzenie oddziału ochotników, na co otrzymał nawet od I. Potockiego pewne środki finansowe. I rzeczywiście, 10 tygodni później (lipiec 1792) na rozkaz J. Poniatowskiego organizował oddział przeznaczony dla dokonania akcji dywersyjnej skierowanej przeciwko targowiczanom na Podolu.
W czasie trwania wojny polsko-rosyjskiej starał się o uzyskanie pomocy we francuskim Zgromadzeniu Narodowym. Z początkiem listopada roku 1792 wyjechał, wraz z Ch. de La Roche (tłumacz legacji francuskiej w Polsce), do Strasburga, a stamtąd zaopatrzony w listy polecające do Paryża. Tam 30 grudnia 1792 ogłosił się reprezentantem narodu polskiego i wystąpił przed Konwentem z żądaniem zbrojnej pomocy dla Polski (wystąpił pod nazwiskiem Albert le Sarmate). Od roku 1793 w wojsku francuskim. W latach 1799–1801  dowódca Jazdy Naddunajskiej. Był zwolennikiem Napoleona Bonaparte.
Człowiek charakteru dość niestałego, często zmieniający swoje poglądy i przekonania.

## Twórczość
Autor broszury: „Myśli o królach , o sukcesji, o przeszłym i przyszłym rządzie” (1790) oraz „Uwag nad rządem polskim” (1789).

### Ważniejsze utwory
1. Wiersze, niektóre ogł. „Weteran Poznański” 1825 nr 2-6 (Damon i Dorant, Do Stanisława Potockiego z roku 1786, Bilet do księcia Kazimierza Poniatowskiego podkomorzego koronnego imieniem warszawskiej młodzieży 1788 r., Do słonecznika, Na jarmark poznański z roku 1823); Wiersz do Potockiego z rękopisu: Archiwum Główne Akt Dawnych (Archiwum Wilanowskie sygn. 262, t. 1); ogł. ponadto J. Rudnicka: Biblioteka Wilanowska. Dwieście lat jej dziejów (1741-1932), Warszawa 1967, s. 94-96; Wiersz do Anny Teresy Potockiej z rękopisu jak wyżej (sygn. 246) ogł. R. Kaleta w zbiorze: Miscellanea z doby Oświecenia nr 3, Wrocław 1969 „Archiwum Literackie” nr 13; pozostałe wiersze w rękopisie Lw. Państw. Nauk. Bibl. (Zbiory Baworowskich sygn. 935/II)
2. Treść zarzutów przez Ur. ... szambelana JKMci W. Xciu Ponińskiemu P. W. K. uczynionych, z treścią usprawiedliwienia na nie, brak miejsca wydania – po 26 sierpnia 1789
3. Mowa urodzonego... dnia 29 sierpnia roku 1789 do sędziów sejmowych miana, Warszawa (1789); w tymże roku ogł. jeszcze osobno 2 mowy miane przed Sądem Sejmowym: 11 listopada i 7 grudnia
4. Przymówienie się w sprawie UUr. Instygatorów Obojga Narodów i ich donoszącego Ur. ... szambelana Jego Królewskiej Mości, przeciwko W. Adamowi Łodzia Xciu Ponińskiemu... o ogłoszenie siebie gwałtowne i pokątne za marszałka sejmowego i konfederacji koronnej, tudzież nieprawne tej godności sprawowanie, o branie pensji zagranicznych i interesom zagranicznym na szkodę Rzeczypospolitej służenie, o przedaż różnych konstytucji i sancitów na delegacji między rokiem 1773 a 1775 dopełnioną, i innych wiele przeciw Rzeczypospolitej i jej prawom postępków, na terminie złożenia inkwizycji, brak miejsca wydania (1790)
5. Sprawa UUr. Instygatorów Obojga Narodów i ich donoszącego Ur. ... szambelana JKMci, przeciwko Wielmożnemu Adamowi Łodzia Książęciu Ponińskiemu... (jak wyżej), Warszawa 1790; w tym samym roku 1790 ogł. jeszcze osobno 3 mowy miane przed Sądem Sejmowym: 13 i 29 marca, 5 czerwca
6. List do J. W. Suchorzewskiego, kaliskiego, i Suchodolskiego, chełmskiego, posłów, brak miejsca wydania (po 12 maja 1790)
7. Myśli o królach, o sukcesji, o przeszłym i przyszłym rządzie, Warszawa 1790, fragmenty przedr. B. Suchodolski w: Idee społeczne doby stanisławowskiej, Warszawa 1948, (autor polemizuje głównie z broszurą T. Morskiego Uwagi nad pismem Seweryna Rzewuskiego; na ostatnich kartach wydrukowano list, który Turski otrzymał z Łuckiego 1 stycznia 1790 roku)
8. Odpowiedź na dzieło ks. Hugona Kołłątaja referendarza W. X. Lit.: Uwagi nad pismem Myśli o królach, Warszawa 1790, (dedykowana Stanisławowi Augustowi; tu po raz pierwszy użyto terminu „kuźnica”)
9. Nawrócenie się polityczne Wojciecha Turskiego, brak miejsca wydania 1792
10. Adresse d’Albert le Sarmate çi-devant Turski à la Convention Nationale, le dimanche 30 decembre 1792, l'an I de la République Française. Imprimé par l'ordre de la Convention Nationale, (Paryż 1793); odpisy w rękopisach: Biblioteki Jagiellońskiej sygn. 3362; Ossolineum sygn. 451/III, 551/III; przekł. polski: ogł. W. M. Kozłowski w: Misja Kościuszki do Paryża w r. 1793, Lwów 1899
11. Odezwa... do wszystkich Polski mieszkańców. Z Paryża, dnia 15 stycznia r. II Rzpltej Francuskiej, rękopisy: Ossolineum sygn. 509/III, 1283/I
12. Mémoires, rękopis przed rokiem 1939 w rękach prywatnych w Paryżu; Extrait des Mémoires inédits (ze zbiorów L. Chodźki) znajdował się w Bibliotece Narodowej (Zbiory Rapperswilskie sygn. 991), zniszczony w roku 1944; odpis w posiadaniu J. Pachońskiego.

Ponadto Turskie artykuły swe ogłaszał w „Weteranie Poznańskim” 1825 (w nr 1: pochwała Annales Européennes de Physique végétale et d'économie publique t. 1, zeszyt 8, Paryż 1821, podpisana: Pułkownik Turski).

### Przekłady
1. (J.B. Racine): Fedra. Trajedia (w 5 aktach) przetłumaczona, Warszawa 1787; deklamowana w styczniu 1787 w pałacu Karoliny ks. de Nassau w Warszawie; wyd. następne: z rękopisu popr. przez tłumacza ogł. Wincenty Turski, „Weteran Poznański” 1825 nr 8-12 dodatek; (druki bezimienne); przekł. niemiecki przedmowy (1788)
2. J. de La Fontaine: Adonis. Wiersz... z francuskiego tłumaczony, „Weteran Poznański” 1825 nr 6.

### Prace edytorskie
1. J.J. Rousseau: Uwagi nad rządem polskim oraz nad odmianą, czyli reformą onego projektowaną. Z francuskiego na ojczysty język przełożone... (tłum. M.F. Karp), Warszawa 1789; wyd. następne (tytułowe): brak miejsca wydania 1799.

Sz. Askenazy przypisywał Turskiemu również autorstwo bezimiennej apostrofy Do Russego („Studia historycznoliterackie”, Kraków 1897, s. 68, nota).

### Listy i materiały
1. Do Stanisława Augusta ze Lwowa 22 kwietnia 1792, z rękopisu Biblioteki Czartoryskich sygn. 731 fragmenty ogł. W. Smoleński: Konfederacja targowicka, Kraków 1903, s. 159
2. Do F. Łaźnińskiego z Konstantynopola 18 maja 1796, ogł. W. Smoleński: Emigracja polska w l. 1795-1797, „Przegląd Historyczny” t. 11 (1910), s. 222 i odb. Warszawa 1911
3. Do L. Carnot z 30 sierpnia 1800, ogł. A. M. Skałkowski: Archiwum Wybickiego t. 1, Gdańsk 1948, s. 484
4. Od F. Rymkiewicza z roku 1797, kopia: Biblioteka Czartoryskich sygn. 5175
5. Zabezpieczenie losu Alberta Sarmaty, z archiwum administracji wojennej w Paryżu ogł. A. M. Skałkowski, M. Handelsman, „Kwartalnik Historyczny” rocznik 26 (1912), s. 97-98.

Obfita korespondencja, raporty, odezwy, plany, zachowane w Arch. du Ministère des Affaires Étrangères w Paryżu: dz. Pologne v. 320-323 (fragm. listu do S. Sz. Potockiego z 6 października 1795; plan sojuszu z Rosją); dz. France v. 1801, f. 73-74, 252, 321; v. 1802, f. 169 (plany składane Napoleonowi i ministerstwu spraw zagranicznych: 27 marca, 15 i 25 kwietnia, 3 czerwca 1815).

## Opracowania nt. twórczości Turskiego
1. Listy Mniszchowej do matki, „Rocznik Towarzystwa Historyczno-Literacki w Paryżu 1866”, Paryż 1867, s. 177-178 (list z roku 1787)
2. (Fedra. Rec.): B. K. Steiner, „Polnische Bibliothek” 1788 zeszyt 6, s. 89-91
3. Krótkie uwagi nad pismem j. p. W. Turskiego o królach, o sukcesji, o przeszłym i przyszłym rządzie , Warszawa 1790
4. (List otwarty z powodu mowy W. Turskiego w konwencie), „Moniteur Universel” (Paryż) 1793 nr 3
5. Tajna korespondencja z Warszawy do Ignacego Potockiego 1792-1794, oprac. M. Rymszyna, A. Zahorski, Warszawa 1961 „Studia i Materiały z Dziejów Polski w Okresie Oświecenia” nr 4
6. Archiwum Wybickiego t. 1 (1768–1801), wyd. A. M. Skałkowski, Gdańsk 1948
7. M. Zaleski: Pamiętniki (powst. w końcu XVIII w.), Pozn. 1879, s. 123
8. J. Wybicki: Pamiętniki t. 2 (powst. 1802–1817), wyd. E. Raczyński, Poznań 1840 „Obraz Polaków i polski w XVIII W.” nr 5
9. M.K. Ogiński: Pamiętniki o Polsce i Polakach (powst. przed rokiem 1820) t. 2, Poznań 1870 „Pamiętnik z XVIII W.” nr 11, s. 104
10. (Nekrolog o śmierci Turskiego), „Gazeta Warszawska” 1824 nr 146
11. W. Wilkoszewski: Rys historyczno-chronologiczny Towarzystwa Wolnego Mularstwa w Polsce (powst. przed rokiem 1838), wyd. z rękopisu T. Święcickiego, Londyn 1968.